# Norman Granz
Norman Granz, född 6 augusti 1918 i Los Angeles, avliden 22 november 2001 i Genève, var en amerikansk jazzmusiker och musikproducent.
Granz arbetade även som manager åt andra artister, som Ella Fitzgerald och startade skivbolaget Verve Records.